# اچ‌ام‌سی‌اس سوانزی (کی۳۲۸)
اچ‌ام‌سی‌اس سوانزی (کی۳۲۸) (به انگلیسی: HMCS Swansea (K328)) یک کشتی بود که طول آن ۳۰۱ فوت (۹۱٫۷ متر) بود. این کشتی در سال ۱۹۴۲ ساخته شد.